# Am Südpark 47 (Köln)

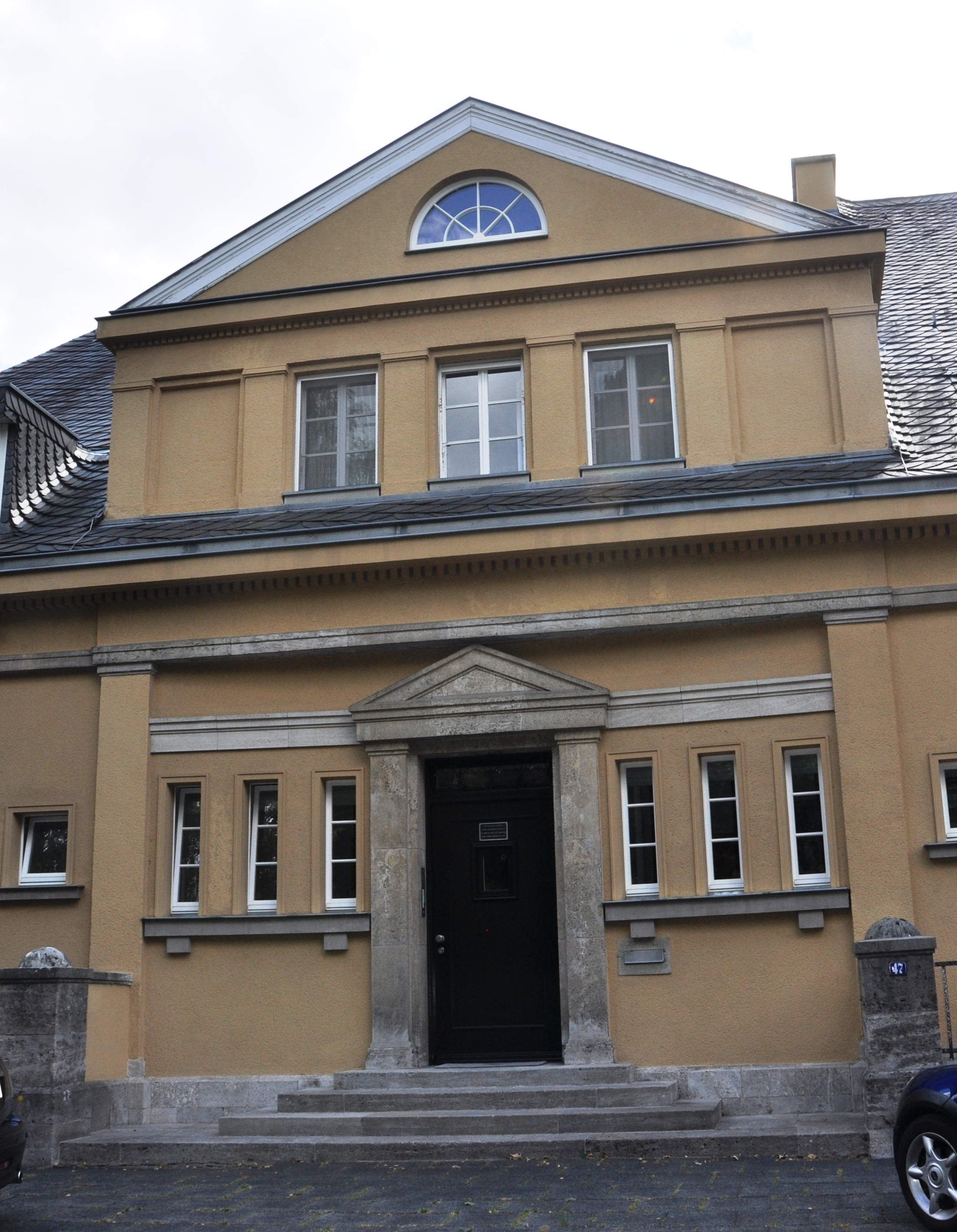
Am Südpark 47 (2020)

Das Gebäude Am Südpark 47 ist eine Villa im Kölner Stadtteil Marienburg, die von 1921 bis 1924 errichtet wurde. Sie gehört zur Villenkolonie Köln-Marienburg und steht als Baudenkmal unter Denkmalschutz. Die Villa liegt unmittelbar gegenüber dem Südpark.

## Geschichte
Die Villa entstand für den Bauherrn Paul Seligmann, einen Bankier, nach einem Entwurf des Münchner Architekten, Innenraumkünstlers, Malers, Grafikers und Kunstgewerblers Ferdinand Goetz (1874–um 1942), der mit der Familie befreundet war. Die Ausführung lag in Händen des Kölner Architekten und Bauunternehmers Karl Alsdorff (1866–1924). Als Gartenarchitekt wirkte Fritz Encke, nach Wolfram Hagspiel dessen „aufwendigste und schönste private Gartenanlage“.
Nachdem Bonn 1949 Regierungssitz der Bundesrepublik Deutschland geworden war, diente die Villa spätestens ab Dezember 1949, dem Zeitpunkt der erstmaligen Akkreditierung bei der Alliierten Hohen Kommission, als Residenz des Gesandten (später Botschafters) des Großherzogtums Luxemburg. 1954 erwarb Luxemburg das Anwesen. Es war noch bis zur Verlegung des Regierungssitzes nach Berlin 1999 Residenz des luxemburgischen Botschafters.
Die Eintragung der Villa in die Denkmalliste der Stadt Köln erfolgte am 18. Juni 1991. In jüngerer Zeit (Stand 2007) wurde die Villa unter Leitung des Architekten Herbert Selldorf, eines Sohns von Paul Seligmann, saniert und teilweise rekonstruiert.

## Architektur
Die Villa ist eingeschossig (mit ausgebautem Dachgeschoss), hat ein breitgelagertes Erscheinungsbild und verfügt über ein schiefergedecktes Walmdach mit jeweils einem mittig angeordneten Giebel als Teil eines Zwerchhauses (Straßen- und Gartenfront). Die Fassadenelemente sind der Formensprache von Herrenhäusern in Mittel- und Norddeutschland aus der Zeit um 1800 entnommen. Der Garten des Anwesens umfasst ein Gartenhaus mit Glockendach. Zu den Veränderungen des Ursprungsbaus zählen eine Entfernung der um das Portal gruppierten Fenster sowie ein Umbau der neben dem Zwerchhaus befindlichen Dachgauben.